# Ielmo Marinho
Ielmo Marinho är en kommun i Brasilien.   Den ligger i delstaten Rio Grande do Norte, i den östra delen av landet, 1 800 km nordost om huvudstaden Brasília. Antalet invånare är 12 188.
Omgivningarna runt Ielmo Marinho är huvudsakligen savann. Runt Ielmo Marinho är det ganska tätbefolkat, med 111 invånare per kvadratkilometer.